# Frindsbury Extra
Frindsbury Extra is een civil parish in het bestuurlijke gebied Medway, in het Engelse graafschap Kent.